# Jules Visseaux
Jules-Édouard Visseaux fue un escultor francés, nacido el 23 de septiembre de 1854 en Carignan y fallecido el 7 de noviembre de 1934 en  París, premio de Francia en París en 1889 .

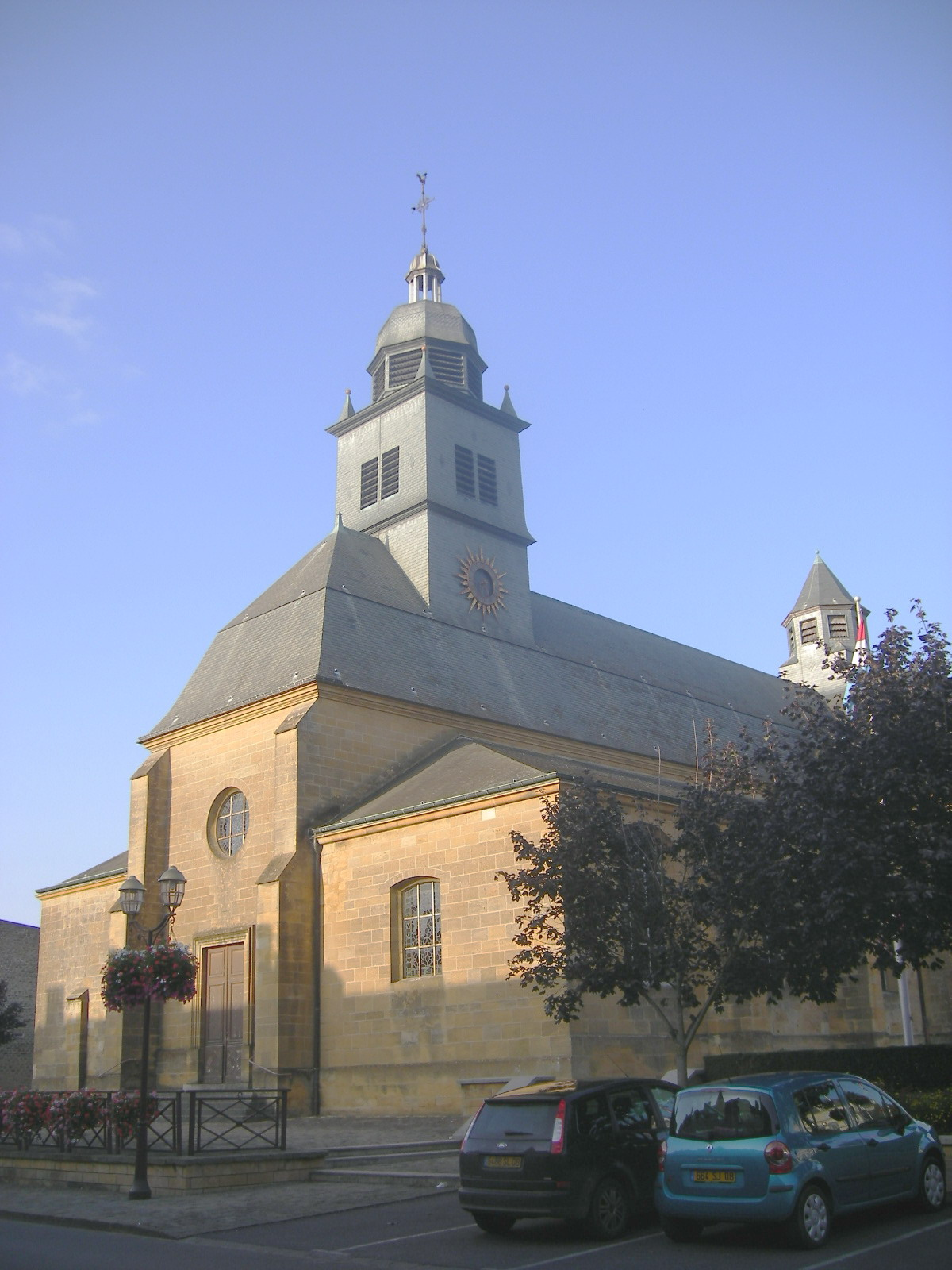
Iglesia de su natal Carignan

## Datos biográficos
Jules Visseaux proviene de una antigua familia de las Ardenas. Es hijo de Jean Baptiste Visseaux ( 1813 - 1871 )  y de Julie, nacida Deloye . Esta última, hermana del escultor Jean-Baptiste Gustave Deloye . 

## Una familia influyente
Está emparentado con Jean Visseaux (1830-1898), gran industrial de las Ardenas, miembro del consejo del cantón, y el hijo de éste, Jules-Ernest Visseaux (1864-1920), Caballero de la Legión de Honor y los dos, alcaldes de Carignan durante dos décadas, su ciudad natal.
También es primo del aviador Henry Visseaux (1873-1949), uno de los primeros en recibir la patente de piloto del avión Sommer en 1910. Henry Visseaux es primo por parte de madre del aviador Roger Sommer .
Su hermana María fue nombrada heredera universal de la localidad de Carignan .Hoy en día, una calle lleva su nombre en Carignan.
Su hija Julie se casó con su amigo, el pintor y litógrafo inglés Albert de Belleroche. 

## Obras
Visseaux es conocido por sus bronces .
Fue galardonado por la Exposición Universal Internacional de París en 1889 . 
Es autor de un grupo de angelotes conocido como les putti, que adornan la Maison les Tourelles, en el número 6 de la avenida Duguesclin en Maisons-Laffitte (48°57′21″N 2°9′8″E / 48.95583, 2.15222) . Esta obra fue realizada junto a los hermanos Gossin en París.
Unos angelotes similares adornan las balaustradas del jardín de la villa Isola Bella en Cannes.
Es también autor del Monumento a los Muertos de la Primera Guerra Mundial en Pontfaverger-Moronvilliers Realizado en piedra calcárea y complementos en bronce. Instalado en abril de 1925 fue rematado en 1931. En una plaza pública a lo largo de la vía Reims-Luxembourg, (49°14′5″N 4°18′51″E / 49.23472, 4.31417). Tiene forma de pirámide y cada una de las cuatro esquinas con urnas, se completa el conjunto con la figura de un soldado cubierto por un lienzo.
En La Ferté-Bernard está instalado el grupo escultórico de dos niños bajo un paraguas. De tamaño menor que el natural está firmado VISSEAUX SUCCr PARIS. El estado de conservación de la pieza es precario, faltándole las manos al niño.
Otras obras de Jules Visseaux fueron llevadas a Estados Unidos por el arquitecto e interiorista Ogden Codman, Jr.. Como la fuente en el patio interior del número 5 Este en la Calle 68 de Nueva York que acoge el consulado de la república de Indonesia (40°46′10″N 73°58′4″O / 40.76944, -73.96778).